# Nearcha recisa
Nearcha recisa är en fjärilsart som beskrevs av Louis Beethoven Prout 1910. Nearcha recisa ingår i släktet Nearcha och familjen mätare. Inga underarter finns listade i Catalogue of Life.